# Temporada 1995-96 de los Houston Rockets
La temporada 1995-96 fue la vigesimoquinta de los Houston Rockets en su localización de Texas, y la vigesimonovena en la NBA, tras haber jugado las cuatro primeras en San Diego (California). La temporada regular acabó con 48 victorias y 34 derrotas, ocupando el quinto puesto de la conferencia Oeste, clasificándose para los playoffs, en los que cayeron en las semifinales de conferencia ante los Seattle SuperSonics.

## Elecciones en elDraft
| Ronda | Puesto | Jugador   | Posición | Nacionalidad   | Universidad/Club |
| ----- | ------ | --------- | -------- | -------------- | ---------------- |
| 2     | 41     | Erik Meek | Pívot    | Estados Unidos | Duke             |

## Temporada regular
| División Medio Oeste   | División Medio Oeste | División Medio Oeste | División Medio Oeste | División Medio Oeste | División Medio Oeste | División Medio Oeste | División Medio Oeste | División Medio Oeste |
| Equipo                 | G                    | P                    | %                    | PD                   | Casa                 | Fuera                | Div                  |                      |
| ---------------------- | -------------------- | -------------------- | -------------------- | -------------------- | -------------------- | -------------------- | -------------------- | -------------------- |
| y-San Antonio Spurs    | 59                   | 23                   | .720                 | –                    | 33–8                 | 26–15                | 19–5                 |                      |
| x-Utah Jazz            | 55                   | 27                   | .671                 | 4                    | 34–7                 | 21–20                | 14–10                |                      |
| x-Houston Rockets      | 48                   | 34                   | .585                 | 11                   | 27–14                | 21–20                | 15–9                 |                      |
| Denver Nuggets         | 35                   | 47                   | .427                 | 24                   | 24–17                | 11–30                | 13–11                |                      |
| Minnesota Timberwolves | 26                   | 56                   | .317                 | 33                   | 17–24                | 9–32                 | 10–14                |                      |
| Dallas Mavericks       | 26                   | 56                   | .317                 | 33                   | 16–25                | 10–31                | 10–14                |                      |
| Vancouver Grizzlies    | 15                   | 67                   | .183                 | 44                   | 10–31                | 5–36                 | 3–21                 |                      |

## Playoffs

### Primera ronda
Los Angeles Lakers  vs. Houston Rockets
| Fecha       | Partido                                    | Ciudad      |
| ----------- | ------------------------------------------ | ----------- |
| 25 de abril | Los Angeles Lakers 83, Houston Rockets 87  | Los Ángeles |
| 27 de abril | Los Angeles Lakers 104, Houston Rockets 94 | Los Ángeles |
| 30 de abril | Houston Rockets 104, Los Angeles Lakers 98 | Houston     |
| 5 de mayo   | Houston Rockets 102, Los Angeles Lakers 94 | Houston     |
|             | Houston Rockets gana las series 3-1        |             |

### Semifinales de Conferencia
Seattle SuperSonics vs. Houston Rockets 
| Fecha      | Partido                                      | Ciudad  |
| ---------- | -------------------------------------------- | ------- |
| 4 de mayo  | Seattle SuperSonics 108, Houston Rockets 75  | Seattle |
| 6 de mayo  | Seattle SuperSonics 105, Houston Rockets 101 | Seattle |
| 10 de mayo | Houston Rockets 112, Seattle SuperSonics 115 | Houston |
| 12 de mayo | Houston Rockets 107, Seattle SuperSonics 114 | Houston |
|            | Seattle SuperSonics gana las series 4-0      |         |

## Estadísticas

### Temporada regular
| Rk | Jugador           | Edad | P  | PT | MP   | TC   | TCI  | %TC  | T3  | T3I | %T3  | TL  | TLI  | %TL   | RO  | RD  | RT   | AS  | RB  | TAP | BP  | FP  | PTS  |
| -- | ----------------- | ---- | -- | -- | ---- | ---- | ---- | ---- | --- | --- | ---- | --- | ---- | ----- | --- | --- | ---- | --- | --- | --- | --- | --- | ---- |
| 1  | Hakeem Olajuwon   | 33   | 72 | 72 | 38.8 | 10.7 | 20.8 | .514 | 0.0 | 0.2 | .214 | 5.5 | 7.6  | .724  | 2.4 | 8.4 | 10.9 | 3.6 | 1.6 | 2.9 | 3.4 | 3.4 | 26.9 |
| 2  | Clyde Drexler     | 33   | 52 | 51 | 38.4 | 6.4  | 14.7 | .433 | 1.5 | 4.5 | .332 | 5.1 | 6.5  | .784  | 1.9 | 5.3 | 7.2  | 5.8 | 2.0 | 0.5 | 2.6 | 2.9 | 19.3 |
| 3  | Robert Horry      | 25   | 71 | 71 | 37.1 | 4.2  | 10.3 | .410 | 2.0 | 5.5 | .366 | 1.6 | 2.0  | .776  | 1.4 | 4.4 | 5.8  | 4.0 | 1.6 | 1.5 | 2.3 | 2.8 | 12.0 |
| 4  | Mario Elie        | 32   | 45 | 16 | 30.8 | 4.0  | 7.9  | .504 | 0.9 | 2.8 | .323 | 2.2 | 2.6  | .852  | 1.0 | 2.4 | 3.4  | 3.1 | 1.0 | 0.2 | 1.3 | 2.1 | 11.1 |
| 5  | Sam Mack          | 25   | 31 | 20 | 28.0 | 3.9  | 9.3  | .422 | 1.7 | 4.4 | .400 | 1.3 | 1.5  | .848  | 0.6 | 2.6 | 3.2  | 2.5 | 0.7 | 0.3 | 0.9 | 2.4 | 10.8 |
| 6  | Sam Cassell       | 26   | 61 | 0  | 27.6 | 4.7  | 10.8 | .439 | 1.2 | 3.4 | .348 | 3.9 | 4.7  | .825  | 0.8 | 2.2 | 3.1  | 4.6 | 0.9 | 0.1 | 2.6 | 2.7 | 14.5 |
| 7  | Chucky Brown      | 27   | 82 | 82 | 24.6 | 3.7  | 6.8  | .541 | 0.0 | 0.1 | .125 | 1.3 | 1.8  | .693  | 1.6 | 3.7 | 5.4  | 1.1 | 0.6 | 0.5 | 1.1 | 2.0 | 8.6  |
| 8  | Kenny Smith       | 30   | 68 | 56 | 23.8 | 3.0  | 6.8  | .433 | 1.3 | 3.5 | .382 | 1.6 | .821 | 0.3   | 1.1 | 1.4 | 3.6  | 0.7 | 0.0 | 1.5 | 1.7 | 8.5 |      |
| 9  | Tracy Moore       | 30   | 8  | 2  | 23.8 | 3.8  | 9.5  | .395 | 1.6 | 3.8 | .433 | 2.3 | 2.4  | .947  | 1.3 | 1.5 | 2.8  | 0.8 | 0.3 | 0.0 | 1.0 | 2.0 | 11.4 |
| 10 | Mark Bryant       | 30   | 71 | 9  | 22.4 | 3.4  | 6.3  | .543 | 0.0 | 0.0 | .000 | 1.8 | 2.5  | .718  | 1.8 | 3.1 | 4.9  | 0.7 | 0.4 | 0.3 | 1.2 | 3.3 | 8.6  |
| 11 | Eldridge Recasner | 28   | 63 | 27 | 20.2 | 2.4  | 5.7  | .415 | 1.3 | 3.0 | .424 | 0.9 | 1.0  | .864  | 0.5 | 1.8 | 2.3  | 2.7 | 0.4 | 0.1 | 1.0 | 1.8 | 6.9  |
| 12 | Melvin Booker     | 23   | 11 | 0  | 11.9 | 1.5  | 4.5  | .320 | 0.3 | 1.7 | .158 | 0.8 | 1.0  | .818  | 0.1 | 0.7 | 0.8  | 1.9 | 0.5 | 0.1 | 1.1 | 1.6 | 4.0  |
| 13 | Tim Breaux        | 25   | 54 | 4  | 10.6 | 1.1  | 3.0  | .366 | 0.3 | 0.9 | .326 | 0.5 | 0.8  | .622  | 0.4 | 0.7 | 1.1  | 0.4 | 0.2 | 0.1 | 0.6 | 0.8 | 3.0  |
| 14 | Pete Chilcutt     | 27   | 74 | 0  | 8.8  | 1.0  | 2.4  | .408 | 0.5 | 1.3 | .378 | 0.2 | 0.4  | .654  | 0.7 | 1.4 | 2.1  | 0.4 | 0.3 | 0.2 | 0.3 | 0.9 | 2.7  |
| 15 | Jaren Jackson     | 28   | 4  | 0  | 8.3  | 0.0  | 2.0  | .000 | 0.0 | 1.3 | .000 | 2.0 | 2.5  | .800  | 0.0 | 0.8 | 0.8  | 0.0 | 0.3 | 0.0 | 0.0 | 1.3 | 2.0  |
| 16 | Henry James       | 30   | 7  | 0  | 8.3  | 1.4  | 3.4  | .417 | 0.7 | 2.1 | .333 | 0.7 | 0.7  | 1.000 | 0.4 | 0.4 | 0.9  | 0.3 | 0.0 | 0.0 | 0.6 | 1.9 | 4.3  |
| 17 | Charles Jones     | 38   | 46 | 0  | 6.5  | 0.1  | 0.4  | .316 | 0.0 | 0.0 |      | 0.1 | 0.3  | .308  | 0.6 | 1.0 | 1.6  | 0.3 | 0.1 | 0.5 | 0.1 | 1.0 | 0.3  |
| 18 | Alvin Heggs       | 28   | 4  | 0  | 3.5  | 0.8  | 1.3  | .600 | 0.0 | 0.0 |      | 0.5 | 0.8  | .667  | 0.3 | 0.3 | 0.5  | 0.0 | 0.0 | 0.0 | 0.0 | 0.0 | 2.0  |

### Playoffs
| Rk | Jugador           | Edad | P | PT | MP   | TC  | TCI  | %TC  | T3  | T3I | %T3  | TL  | TLI | %TL   | RO  | RD  | RT  | AS  | RB  | TAP | BP  | FP  | PTS  |
| -- | ----------------- | ---- | - | -- | ---- | --- | ---- | ---- | --- | --- | ---- | --- | --- | ----- | --- | --- | --- | --- | --- | --- | --- | --- | ---- |
| 1  | Hakeem Olajuwon   | 33   | 8 | 8  | 41.1 | 9.4 | 18.4 | .510 | 0.0 | 0.1 | .000 | 3.6 | 5.0 | .725  | 2.1 | 7.0 | 9.1 | 3.9 | 1.9 | 2.1 | 3.6 | 3.5 | 22.4 |
| 2  | Robert Horry      | 25   | 8 | 8  | 38.5 | 4.6 | 11.4 | .407 | 2.6 | 6.6 | .396 | 1.3 | 2.9 | .435  | 1.9 | 5.3 | 7.1 | 3.0 | 2.6 | 1.6 | 1.9 | 3.6 | 13.1 |
| 3  | Clyde Drexler     | 33   | 8 | 8  | 36.5 | 6.1 | 14.8 | .415 | 1.1 | 4.3 | .265 | 3.3 | 4.3 | .765  | 1.9 | 5.9 | 7.8 | 5.0 | 2.6 | 0.5 | 2.5 | 2.8 | 16.6 |
| 4  | Mario Elie        | 32   | 8 | 0  | 29.1 | 3.6 | 8.3  | .439 | 1.1 | 3.0 | .375 | 1.4 | 1.5 | .917  | 0.8 | 2.0 | 2.8 | 1.8 | 0.9 | 0.4 | 0.6 | 2.1 | 9.8  |
| 5  | Sam Cassell       | 26   | 8 | 0  | 25.8 | 3.3 | 10.1 | .321 | 1.0 | 3.6 | .276 | 2.9 | 3.6 | .793  | 0.1 | 2.0 | 2.1 | 4.3 | 0.8 | 0.1 | 2.3 | 2.5 | 10.4 |
| 6  | Kenny Smith       | 30   | 8 | 8  | 23.9 | 2.9 | 6.6  | .434 | 1.5 | 3.9 | .387 | 1.6 | 1.6 | 1.000 | 0.5 | 1.0 | 1.5 | 4.8 | 0.6 | 0.0 | 1.0 | 1.8 | 8.9  |
| 7  | Chucky Brown      | 27   | 8 | 8  | 21.0 | 3.1 | 5.6  | .556 | 0.0 | 0.0 |      | 1.9 | 2.3 | .833  | 0.8 | 2.3 | 3.0 | 0.6 | 0.4 | 0.0 | 0.5 | 2.1 | 8.1  |
| 8  | Mark Bryant       | 30   | 8 | 0  | 18.1 | 2.6 | 4.4  | .600 | 0.0 | 0.0 |      | 1.5 | 1.9 | .800  | 0.9 | 2.5 | 3.4 | 0.5 | 0.1 | 0.3 | 0.4 | 2.6 | 6.8  |
| 9  | Pete Chilcutt     | 27   | 1 | 0  | 10.0 | 1.0 | 4.0  | .250 | 0.0 | 1.0 | .000 | 0.0 | 2.0 | .000  | 2.0 | 1.0 | 3.0 | 0.0 | 0.0 | 0.0 | 1.0 | 0.0 | 2.0  |
| 10 | Eldridge Recasner | 28   | 1 | 0  | 8.0  | 0.0 | 3.0  | .000 | 0.0 | 1.0 | .000 | 0.0 | 0.0 |       | 0.0 | 1.0 | 1.0 | 2.0 | 0.0 | 0.0 | 1.0 | 0.0 | 0.0  |
| 11 | Sam Mack          | 25   | 6 | 0  | 7.8  | 0.8 | 2.5  | .333 | 0.3 | 1.5 | .222 | 0.0 | 0.5 | .000  | 0.0 | 1.5 | 1.5 | 0.2 | 0.2 | 0.0 | 0.3 | 0.2 | 2.0  |
| 12 | Charles Jones     | 38   | 3 | 0  | 2.7  | 0.0 | 0.3  | .000 | 0.0 | 0.0 |      | 0.0 | 0.0 |       | 0.0 | 0.3 | 0.3 | 0.0 | 0.0 | 0.0 | 0.0 | 0.0 | 0.0  |

## Galardones y récords
| Jugador         | Galardón                                                                     |
| Hakeem Olajuwon | 2.º Mejor quinteto de la NBA 2.º Mejor quinteto defensivo de la NBA All-Star |
| Clyde Drexler   | All-Star                                                                     |